# Josef Meier (Missionar)
Paul Josef Meier, auch Paul Joseph Meier (* 7. November 1874; † 28. November 1945) war ein deutscher Missionar und Ethnologe aus dem katholischen Orden der Herz-Jesu-Missionare (M.S.C.). Er wirkte im Bismarck-Archipel in Neupommern, bei den Küstenbewohnern der Gazelle-Halbinsel, d. h. im nordöstlichen Teil der Insel Neubritannien in Papua-Neuguinea.

## Leben
Seine im Urtext aufgezeichneten und ins Deutsche übertragenen Mythen und Erzählungen der Küstenbewohner der Gazelle-Halbinsel (in Neupommern) enthalten Sagen über To Kabinana und To Karvuvu, historische Sagen, Geister- und Tiersagen sowie Sagen zur Illustration von Anschauungen und Sitten.
Seine Arbeit über die Mythen und Sagen der Admiralitätsinsulaner im Bismarck-Archipel ist „die erste umfassende Sammlung authentischer Dokumente über die Mythologie eines melanesischen Stammes“ (Wilhelm Schmidt).

## Werke
- Mythen und Erzählungen der Küstenbewohner der Gazelle-Halbinsel (Neu-Pommern). Im Urtext aufgezeichnet und ins Deutsche übertragen v. P.J. Meier. Aschendorffsche Buchhandlung, Münster 1909 (Anthropos-Bibliothek, Bd. 1).
- Primitive Völker und „Paradies“-Zustand. Mit besonderer Berücksichtigung der früheren Verhältnisse beim Oststamm der Gazellenhalbinsel im Bismarck-Archipel (Neu-Pommern). In: Anthropos. Band 2, 1907, S. 374–386
- Mythen und Sagen der Admiralitätsinsulaner. In: Anthropos. Band 2, 1907, S. 646–667 und 933–941; Band 3, 1908, S. 193–206 und 651–671; sowie Band 4, 1909, S. 354–374
- Illegitimate birth among the Gunantuna. Washington, D.C., Catholic anthropological conference, 1938.
- The orphan child among the Gunantuna. In: Publications of the Catholic Anthropological Conference, Vol. 2, No. 2, S. 63–128 (1939).
- Notes on Animism in the Bismarck Archipelago. In: Primitive Man, Vol. 15, No. 3/4, S. 66–70. Jul. - Oct., 1942
- Reminiscences. A Memoir. In: Chronicle, special issue, 1945.

## Namensvarianten
Josef Meier, P. Jos. Meier, Paul Jos. Meier, Joseph Meier, Paul Joseph Meier, Paul Josef Meier